# Abed Bwanika

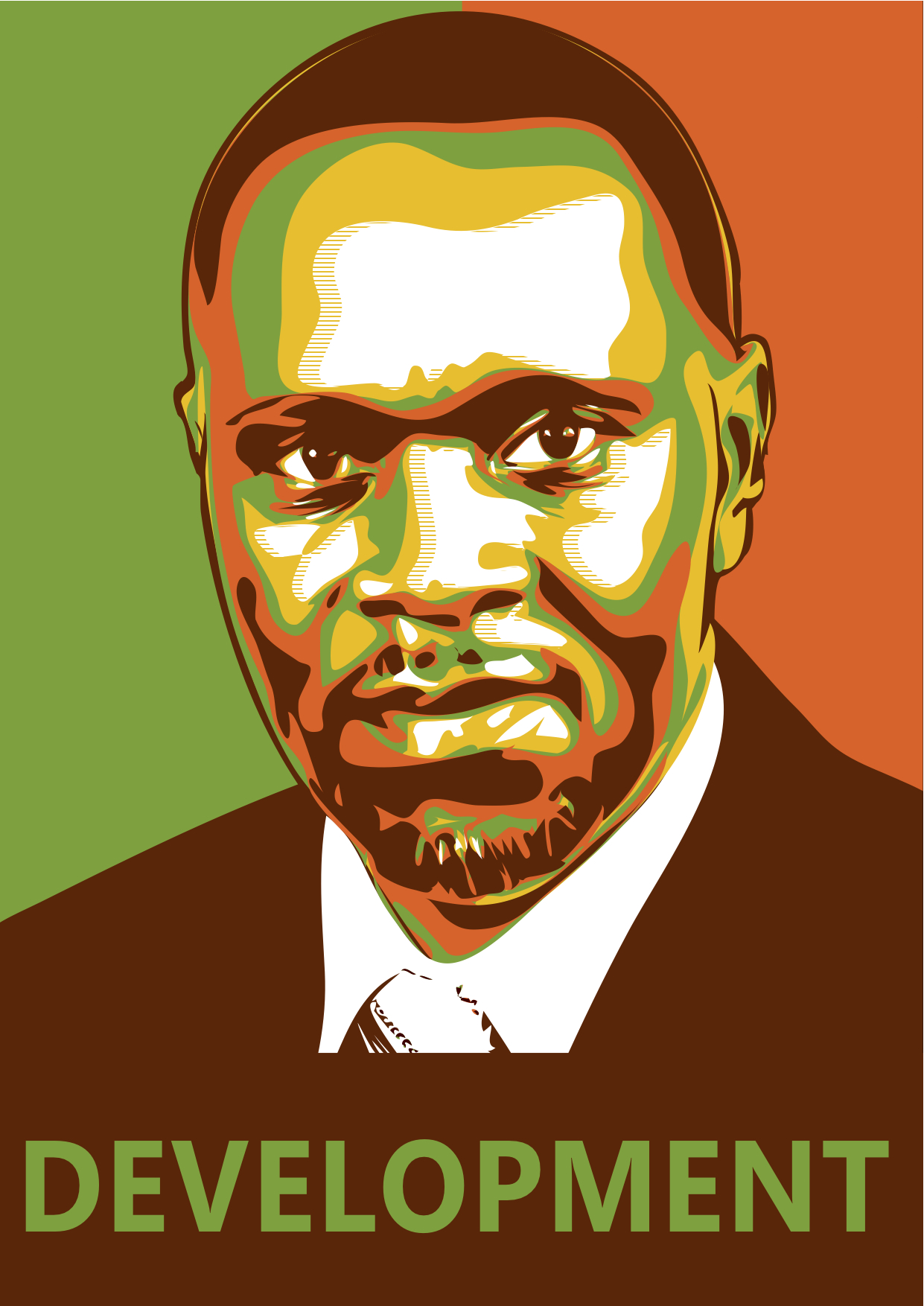
Bwanika auf einem Wahlplakat von 2011

Abed Bwanika (* 1. August 1967 in Kimwanyi, Distrikt Masaka) ist ein ugandischer Politiker.
1988 bis 1994 studierte er Veterinärmedizin an der Makerere-Universität in Kampala. Von 1994 bis 2001 arbeitete er weiter als Dozent an der Makerere-Universität. 2001 gründete er die Agrarberatungsfirma Livestock Consult.
Während er im Wahlkampf 1996 für Yoweri Museveni arbeitete, wechselte er zur Wahl 2001 ins Lager des Museveni-Kontrahenten Kizza Besigye.
Bei der Präsidentschaftswahl am 23. Februar 2006 war er als Unabhängiger einer der sechs Kandidaten für das Präsidentenamt, konnte aber nur 0,95 Prozent der Stimmen gewinnen.